# Josef Panzenböck
Josef Panzenböck (* 10. August 1900 in Waldegg, Niederösterreich, Österreich-Ungarn; † 12. November 1984 in Wien) war ein österreichischer Politiker (SPÖ).

## Leben
Josef Panzenböck genoss als Kind nur eine einfache Schulbildung. So absolvierte er von 1906 bis 1914 die Volksschule in Waldegg. Danach war er als Hilfsarbeiter und Maschinenmeister bei einem Unternehmen in Pernitz in Niederösterreich tätig.
1929 wurde er für die sozialistische Partei in den Gemeinderat von Waldegg gewählt, dem er bis 1934 angehören sollte.
Nach dem Krieg erwarb er über den Zweiten Bildungsweg die Zulassung zum Standesbeamten; in diesem Beruf war er ab 1953 tätig.
Im Dezember 1962 wurde Panzenböck Mitglied des Bundesrats in Wien. Er war Bundesrat jedoch nur knapp zwei Jahre, bis November 1964.